# Mean
«Mean» —en español: «Cruel» o «Malo»— es una canción grabada por la cantante y compositora Taylor Swift. La canción fue escrita por Swift, y producida por Nathan Chapman, para el tercer álbum de estudio de Swift, Speak Now . La canción fue lanzada como un sencillo promocional el 17 de octubre de 2010, por Big Machine Records. La canción contiene elementos pesados de violines y banjos, con los críticos diciendo que era una canción de Speak Now. Según Swift, escribió la canción para vengarse de sus críticos que constantemente critican de mala manera sus canciones, así como su habilidad para cantar y la gente de su escuela que la insultaba porque le gustaba la música country y porque prefería quedarse en casa escribiendo canciones y tocando la guitarra en vez de salir con la gente.
Tras su lanzamiento como sencillo promocional, la canción obtuvo mezcla de comentarios positivos de los críticos por su detalle lírica y el sonido country profundo. «Mean» recibió un gran éxito comercial en los Estados Unidos y Canadá, debutando en el número 11 en el Billboard Hot 100 y el número 10 en la Canadian Hot 100. La canción también apareció en la Australia Singles Chart en el número 45. Más tarde fue relanzado como el tercer sencillo oficial de Speak Now, y volvió a entrar en el Billboard Hot 100 en el número 90 y llegando hasta el puesto 34.
«Mean» fue certificado como sencillo de oro por la RIAA al vender más de 500.000 copias el día 17 de mayo de 2011.

## Historia
En una entrevista exclusiva con E! Noticias como parte de una serie en curso previo a la publicación de su tercer álbum de estudio,Speak Now, Swift, expresó que "Mean" es una respuesta a las personas que critican constantemente lo que hace. Ella dijo, "hay una crítica constructiva, no la crítica profesional, y luego sólo hay que decir. Y hay una línea que se cruza cuando acaba de empezar a atacar a todo lo relacionado con una persona." En otra entrevista con la dosis Dose.ca , Swift, reveló que ella escribió la canción para vengarse de sus críticos y gente que la insultaba en el colegio, diciendo que "hay una canción llamada 'Mean', que supongo que se podría categorizar en sentimientos y / o relaciones, pero es en realidad acerca de un crítico."
Swift también deseaba que la canción sería un llamado a las personas de todas las edades en diferentes situaciones. Y continuó: "esto sucede no importa lo que hagas, no importa la edad que tengas, no importa cual es su trabajo, no importa lo que su lugar es en la vida, siempre va a haber alguien que acaba de decir a ti. Y trata de que es todo lo que tu puedes controlar, cómo manejar la situación. Esta canción es acerca de cómo manejar la situación."
En NBC's 2.010 Especial de Acción de Gracias, Swift indicaron que esta canción se trata de sentirse pequeño, porque de otra persona. Ella dijo, "hay ciertas cosas que me hacen sentir mejor. Una de ellas es escribir canciones, y la otra es que la gente alrededor que me encanta. Algunos de ellos son mi banda."
Fue lanzado a la radio del país como el tercer sencillo el 14 de marzo de 2011.

## Composición
Mean tiene una duración de tres minutos y cincuenta y ocho segundos, Está situado en el tiempo la firma de común vez y tiene un ritmo moderado de 82 latidos por minuto. De acuerdo con Weber, Teón deThe Village Voice , la canción es "hecha de palmas, rasgueos amable banjo, y Taylor Swift multi-seguimiento". Bill Lamb de About.com expresó que "Mean" es una de las country más abiertamente sonido de todas las grabaciones de Taylor Swift con banjo clara a la cabeza.

## Vídeo musical
El vídeo musical de "Mean" fue lanzado el viernes 6 de mayo de 2011 en Facebook oficial de Taylor Swift.
El 22 de abril de 2011 Swift fue un invitado en GAC "Top 20 País de cuenta regresiva". Ella habló con el anfitrión Nan Kelley y dijo que el video de "Mean" se daría a conocer en pocas semanas y se encontraba muy emocionada de ver cómo los argumentos en su canción se juega en el video.
El video comienza con Taylor cantando en un escenario de campo. Más tarde se muestra a un chico que mira una revista de moda, molestado por sus compañeros futbolistas. Más tarde aparece una chica, que trabaja en un restaurante haciendo publicidad. Igualmente es molestada por sus compañeros. Cerca del final del vídeo, aparece una niña (Joey King) que es rechazada por otras niñas, solo por tener un vestido diferente. Vuelven a aparecer los chicos del principio. Pero ahora son diferentes: el chico al que molestaban por mirar una revista de moda, ahora es un gran diseñador de modas, mientras que la chica es una importante empresaria. Taylor termina cantando en Broadway, la niña pequeña la ve. Al final, el video termina con la niña aplaudiéndole.
El video fue estrenado el 6 de mayo. Fue dirigido por Declan Whitebloom.
La estrella infantil Joey King aparece en su video musical, así como la sexta finalista del ciclo 11 de America's Next Top Model, Clark Gilmer.

## Posicionamiento
| Listas (2010)                      | Posiciones |
| ---------------------------------- | ---------- |
| Australia (ARIA)                   | 45         |
| Canada (Canadian Hot 100)          | 10         |
| U.S. Hot Digital Songs             | 2          |
| U.S. Billboard Hot 100             | 11         |
| U.S. Hot Country Songs (Billboard) | 55         |

| Listas (2011)                      | Posiciones |
| ---------------------------------- | ---------- |
| Canada (Canadian Hot 100)          | 51         |
| U.S. Billboard Hot 100             | 31         |
| U.S. Hot Country Songs (Billboard) | 2          |
| U.S. Hot Radio Songs               | 25         |
| U.S. Hot Digital Songs             | 37         |